# Ayumu Seko
Ayumu Seko (jap. 瀬古 歩夢 Seko Ayumu; ur. 7 czerwca 2000 w Osace) – japoński piłkarz występujący na pozycji środkowego obrońcy w szwajcarskim klubie Grasshopper Club Zürich. W swojej karierze grał także w Cerezo Osaka, którego jest wychowankiem. Młodzieżowy reprezentant Japonii. Członek reprezentacji powołanej na IO w Tokio, jednak na turnieju nie rozegrał ani jednego spotkania i pełnił rolę rezerwowego obrońcy.